# Rafał Rutkowski
Rafał Rutkowski (ur. 22 maja 1973 w Białymstoku) – polski aktor filmowy i stand-uper.

## Życiorys
Absolwent PWST w Warszawie (1996).
Na swoim koncie ma role w wielu filmach oraz serialach telewizyjnych. Występował w roli Anity Werner w Rozmowach w tłoku, satyrycznej części programu Szymon Majewski Show. Pojawiał się również w reklamach sieci marketów Castorama, banku Polbank i koncernu paliwowego PKN Orlen.
Od 1996 związany jest z Teatrem Montownia, którego był współzałożycielem.
Obecnie jest prowadzącym program „Joke Show” w telewizji Polsat.
Od 2021 roku należy do kabaretu PanDemon.

## Filmografia
- 1994: Bank nie z tej ziemi – Julek Montecki (gościnnie)
- 1996: Rudy, Alek, Zośka – lektor
- 2000: Pół serio – dziewczyna ZOMOwca, ojciec Fryderyka w Podwójnym życiu Fryderyka, urzędnik w Procesie
- 2003: Ciało – komandos Lalka
- 2004: Męskie-żeńskie – fryzjer Paweł Kostrzewa
- 2004: Camera Café – Dariusz Fijałkowski (gościnnie)
- 2004–2005: Oficer – kelner (niewymieniony w czołówce)
- 2005: Kryminalni – Leyman (gościnnie)
- 2005: Dziki 2. Pojedynek – agent Bolek
- 2005–2006: Tango z aniołem – Kwiryn, genetyk
- 2006: Okazja – komendant straży miejskiej (gościnnie)
- 2006: Niania – złodziej (gościnnie)
- 2006: Szatan z siódmej klasy – złodziej
- 2006: Szatan z siódmej klasy (serial) – złodziej (odc. 3, 6 i 7)
- 2006: Dublerzy – pielęgniarz
- 2006: Dublerzy (serial) – pielęgniarz Wojtek
- 2007: Ekipa – minister skarbu
- 2008: Święta wojna – Grzechu, syn Zbyszka (odc. 322)
- 2008: 39 i pół – właściciel pizzerii (gościnnie)
- 2008: Niech żyje pogrzeb!!!
- 2008: Nie kłam, kochanie – Igor, kolega Marcina
- 2008: Mała wielka miłość – urzędnik banku
- 2008: Lejdis – Dariusz, przyjaciel Tomka
- 2009: Kochaj i tańcz – kelner
- 2009: Funio, Szefunio i reszta..., czyli dzieciaki ratują świat – Rolmops
- 2009: Idealny facet dla mojej dziewczyny – Ojciec Kajetan
- 2009: Grzeszni i bogaci – Alfred Forrester, Manfred Forrester
- 2009: Dom nad rozlewiskiem – Wiktor
- 2010: Randka w ciemno – Pokazujący reakcje widzów w teleturnieju
- 2010: Usta usta – Andrzej, prawnik, przyjaciel Kornatowskich
- 2010–2011: Daleko od noszy – doktor Szerlok Dżems Kraśnik
- 2010: Miłość nad rozlewiskiem
- 2011: Jak się pozbyć cellulitu – Jakub Silberberg, mąż Ewy
- 2011: Och, Karol 2 – Eustachy
- 2011: Przepis na życie – kucharz „Długi”
- 2011: Siła wyższa – poseł Hirek
- 2011: Hotel 52 – Tobiasz Mamejko (odc. 51)
- 2012: Ja to mam szczęście! – jogin Darek
- 2013: Podejrzani zakochani – Sasza
- 2014: Baron24 – Grześ
- 2016–2017: Na dobre i na złe jako Andrzej Lipski
- 2017: Daleko od noszy. Reanimacja jako dr Szerlok Dżems Kraśnik
- 2018: Juliusz jako Rafał
- 2021: Akademik[3] jako Profesor Żak
- 2024: Gra z Cieniem jako Gustaw Norman, naczelnik więzienia

## Dubbing
- 1998: Flintstonowie
- 2011: Jednostka przygotowawcza: Aniołki kontra Ancymony – Pan Strzyżjemioł
- 2011: Muppety – Orzeł Sam/Panna Poogy

## Role teatralne[4]
Teatr Łaźnia Nowa w Krakowie
- 2013: Trzej muszkieterowie (reż. C. Giovanny)
- 2014: Quo vadis (także reżyseria i teksty piosenek)